# 阿南達瑪迦
阿南達瑪迦，官方名稱為Ananda Marga Pracharaka Samgha（AMPS），意為“喜悅之路”，為一個推廣社會服務及靈性修持的團體，總部成立於1955年印度比哈爾邦的加滿坡，創立者為Prabhat Ranjan Sarkar（1921年－1990年）。

## 外部連結
- 官方網站 （页面存档备份，存于）